# Калоян Патерков
Калоян Михайлов Патерков е български актьор, режисьор, писател, сценарист и театрален драматург.

## Биография
Калоян М. Патерков е роден в Пловдив на 28 януари 1982 г.
1999 г. преоткрива света на театъра и изкуството в младежкия експерименателен театър А'ПАРТ в град Пловдив с художествен ръководител д-р Сашо Петков, който заедно с преподавателя по сценична реч и художествено слово Никола Николов повлияват за любовта и стремежа към постоянно творческо развитие. През тези години се запознава и със Златина Тодева, Гергана Тодева, Юлия Огнянова и театралния критик Пенка Калинкова, на които той до ден днешен е благодарен за тяхното всеотдайно учителство.
2008 г. завършва актьорско майсторство за куклен театър в НАТФИЗ „Кр. Сарафов“ в класа на проф. Жени Пашова. Веднага след това учи година куклена режисура при доц. Петър Пашов. Това са преподавателите, от които Калоян М. Патерков научава най-много. По-късно се пренасочва към филмовата режисура в Новия български университет и завършва с отличие.
Стефан Командарев и Георги Дюлгеров са преподавателите, допринесли за неговото филмово развитие.

АКТЬОР:
На театрална сцена има над 20 театрални роли в театрите „А' ПАРТ“ – Пловдив, Сатиричен театър „Ал. Константинов“, Народен театър „Ив. Вазов“, като в този период има щастието да играе на една сцена с Георги Калоянчев, Стоянка Мутафова, Емилия Радева, Димитър Манчев, Кръстьо Лафазанов, Николай Сотиров и други. 
На малкия екран се появява в хитовите сериали „ЗАБРАНЕНА ЛЮБОВ“, „СТЪКЛЕН ДОМ“, „ПОД ПРИКРИТИЕ“, "СТОЛИЧАНИ В ПОВЕЧЕ", "ПЪТЯТ НА ЧЕСТТА" и други. През 2009 г. нашумелият театрален режисьор Съни Сънински му поверява главна роля в телевизионната приказка „БЕЛИЯТ СТАРЕЦ“. Малко по-късно режисьора на „Лора от сутрин до вечер“ Димитър Коцев – Шошо му дава една от главните роли в документално-игралния филм „ЖИВОТЪТ Е С ПРЕДИМСТВО“ – телевизионна продукция на БНТ по проект на Европейския съюз.
Участва във филма "Трансгресия" заедно с Мария Бакалова и Росен Пенчев, както и във филмите "Привличане" в ролята на Богданов, "Дякона Левски" в ролята на Димитър Ценович.
В периода 2008 - 2023 г. има около двадесет главни роли в реклами за колбаси „Леки“, за „Вивател“, в германо-българска реклама за „Сникерс“, покерската реклама на ВиваКом СуперФикс, „Изи Кредит“ и др. 
Той е първият водещ на младежкото телевизионно предаване „Яко“.
Най-значимата и голяма роля до момента е главната роля в 163-минутния road movie на Вал Тодоров „БЪЛГАРИЯ, ТАЗИ ВЕЧНА ЕРЕС", който стана голям хит в ъндърграунд културата в периода 2013 г.-2015 г.

РЕЖИСЬОР:
Като филмов режисьор има десет студенстки късометражни филми заснети в НБУ. След завършването си заснема общо четири професионални късометражни филми с добър фестивален живот. Това са филмите:
- "КОНТАЖУР"  в главната роля Иво Желев и Силвия Станоева.
- "СМС ДО МАМА" в главните роли Мегелена Караламбова и Марин Янев.
- "СЕМЕЙСТВО" в главните роли Яна Маринова и Георги Златарев.
- "ПАРИ" в главните роли Константин Гергинов - Тими, Яна Маринова, Иван Юруков и др. 
През 2022 година по шейсет и две кина из цялата страна се прожектира пълнометражния му режисьорски дебют, филма "ЧУДОВИЩА", в главните роли Яна Маринова, Владислав Виолинов, Анастасия Левордашка, Лили Сучева.

СЦЕНАРИСТ:
Сценарист е на филмите "СМС ДО МАМА", "СЕМЕЙСТВО", "ПАРИ", "АДАМ, ЕВА И ВАВИЛОНСКАТА КУЛА", "КОЛИ", "МОЕТО МОМИЧЕ" и др. 
Съсценарист е на филма "Контражур" и "Чудовища".

АСИСТЕНТ РЕЖИСЬОР:
Асистент-режисьор на пълнометражния филм на режисьора Андрей Андонов „НИКОЙ“. Филмът е по кината от пролетта на 2015 година.
Първи асистент режисьор е на филмите:
- "Децата на Бендида" реж. Ник Станчев
- "Мърда бойз: Махленска класа" реж. Виолет Панчева
- "Киберпрестъпност" реж. Атанас Михайлов
- "В кубъ" реж. Наталия Дукова

Скриптър е на филмите:
- "Рая на Данте"
-  "Ятаган"

ДРАМАТУРГ:
Автор е на пиесите "Изгубеният подарък", "Коледният спасител", "Магията на коледното писмо", "Звезден прах" и др. 
Пиесата "Изгубеният подарък" е поставяна от различни режисьори в държавните театри Видин, Стара Загора, Търговище и Смолян.
ПИСАТЕЛ:
Подготвя три книги. Едната е в сферата на магическия реализъм. Другата е книга за духовно развитие. Третата е роман за смисъла на живота и малките неща.

## Филмография
Актьор
- България, тази вечна ерес реж. Вал Тодоров, 120 мин, главна роля
- Добрият старец реж. Съни Сънински, БНТ продукция, главна роля
- Привличане (2018) – Богданов
- Девет живота (2004)  (Unstoppable) - САЩ/Аруба – Фред, офицер от полицията
- Дякон Левски реж. Максим Генчев, роля Димитър Ценович
- Забранена любов сериал
- Стъклен дом сериал
- Под прикритие сериал
- Столичани в повече сериал
- Пътят на честта
- Клетката сериал
- All Inclusive сериал

Режисьор
- Чудовища 90 мин, разпространява Александра филмс в ролите Яна Маринова, Лили Сучева, Анастасия Левордашка, Владислав Виолинов
- Турнето на абсолвентите 90 мин, документален филм
- Контражур 30 мин, сърежисьор с Вал Тодоров, в ролите Иво Желев, Силвия Станоева, Иво Аръков, Пламен Манасиев
- Смс до мама 18 мин, в ролите Меглена Караламбова, Марин Янев, Лиза Боева
- Семейство 20 мин, в ролите Яна Маринова, Георги Златарев, Аделия-Констанс Оклепо, Александър Иванов
- Пари 20 мин, в ролите Яна Маринова, Иван Юруков, Петър Русев, Константин Гергинов – Тими, Мартина Дойчинова, Христо Стакев, Александър Алексиев
- Моето момиче 15 мин, в ролите Тезджан Ферад, Калоян Патерков и др.
- Коли 10 мин, в ролите Васил Спасов, Калоян Патерков, Тезджан Ферад и др.